# 错将
28°09′09″N 87°09′30″E / 28.1526°N 87.1582°E
错将是一个位于中国西藏自治区日喀则地区的湖泊，面积约为1.59平方千米，属于青藏高原。它的一级流域为广西、云南、西藏、新疆诸国际河流，二级流域为雅鲁藏布江—布拉马普特拉河水系。